# ホーリーブライト
もしかして
- ホーリー&ブライト

ではありませんか？